# Albert Preziosi
Alexandre Albert Preziosi (Vezzani, 25 luglio 1915 – Orël, 28 luglio 1943) è stato un aviatore francese.

## Biografia
Capitano dell'Armée de l'air, nel 1940 aderì alle Forze aeree della Francia libera.
Nel 1941 durante un servizio nella Libia italiana sotto il comando del generale Leclerc il suo Hawker Hurricane venne abbattuto dagli italiani e poi soccorso dai beduini.
Inoltre si sono diffuse voci che in quel periodo Preziosi conobbe una donna libica a Sirte, da cui nacque il futuro dittatore libico Muʿammar Gheddafi.
Nel 1942 entrò nello squadrone Normandie-Niémen e effettuò molte operazioni sul Fronte russo.
Venne trovato morto a Orël, città a sud di Mosca il 28 luglio 1943.
Il 24 agosto 1943 venne decorato a titolo postumo dall'Unione Sovietica con l'Ordine di Guerra per la Salute della Patria di seconda classe.
Nel dopoguerra gli è stata dedicata la Base aerea di Solenzara, sede in Corsica dell'Armée de l'air.

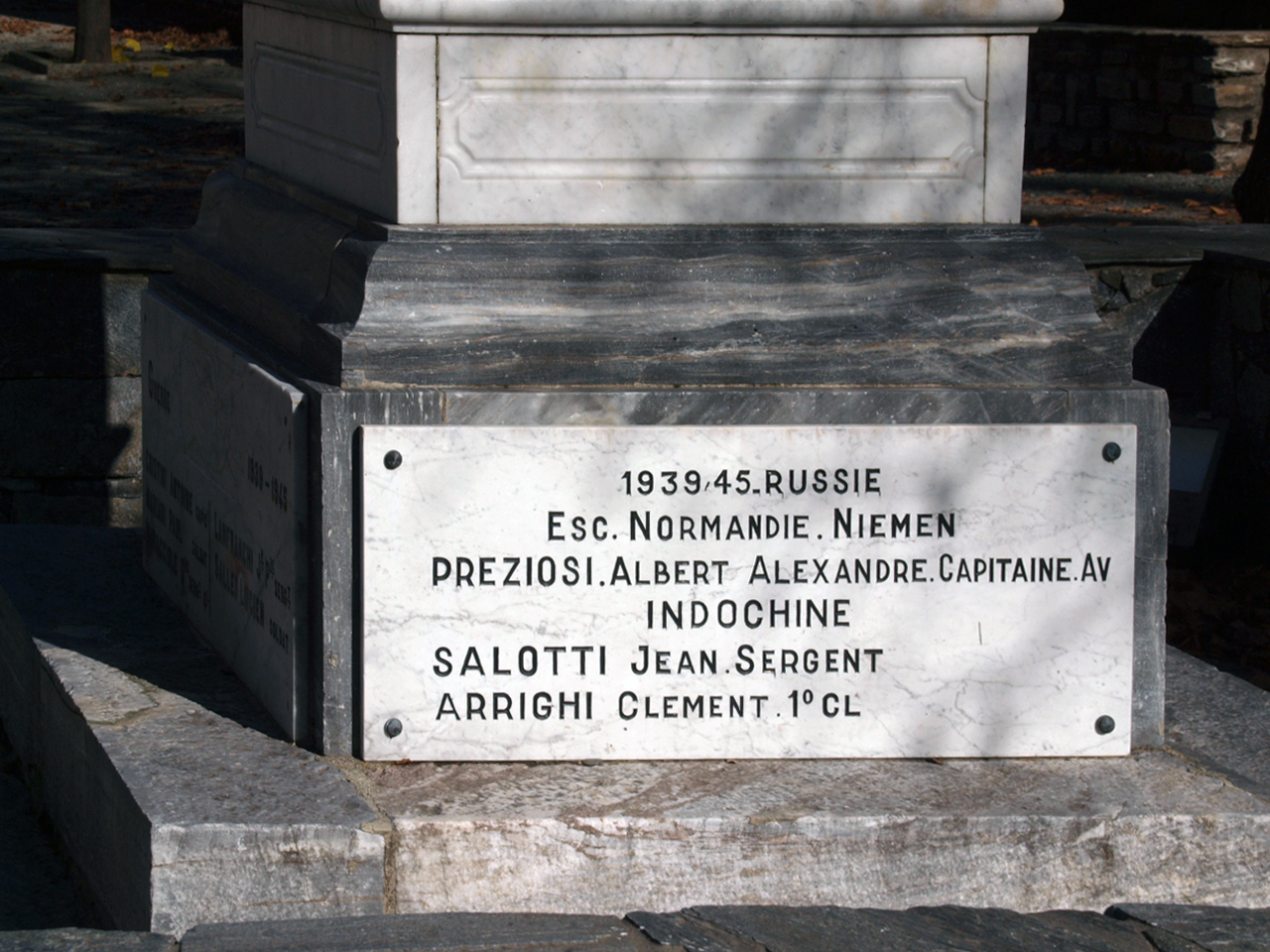
Particolare della placca del monumento ai caduti di Vezzani (Corsica) dedicata a Preziosi.